# Čepiejai
Čepiejai – wieś na Litwie, zamieszkana przez 6 ludzi, w rejonie ignalińskim, 8 km na północ od Kozaczyzny.